# Amtshaus Nienhaus

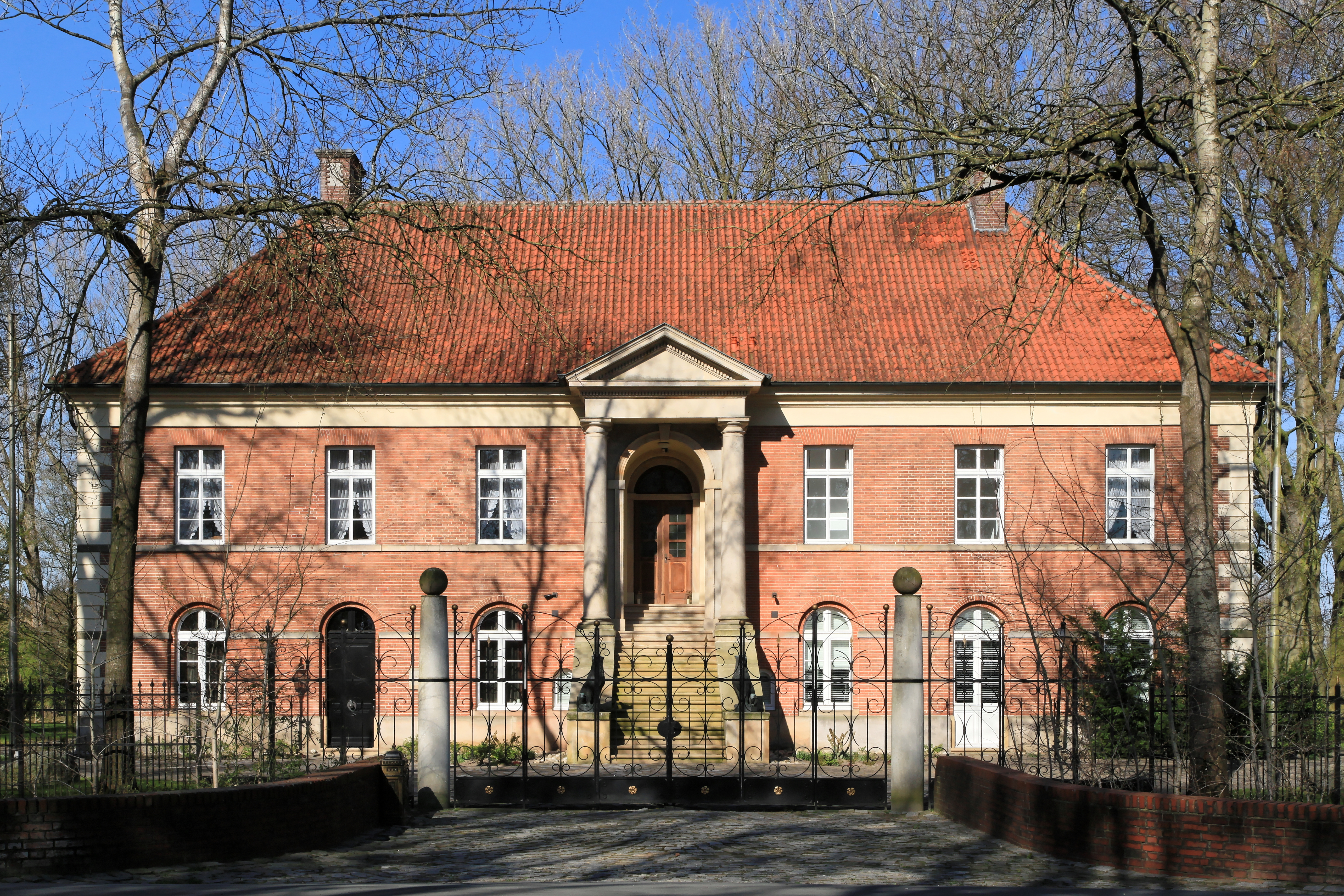
Ansicht von Osten

Das Amtshaus Nienhaus ist ein spätklassizistisches ehemaliges Amtshaus in Aschendorf, Stadt Papenburg.

## Geschichte
Das Amtshaus wurde von 1832 bis 1836 auf dem Gelände der ehemaligen Burg Nienhaus an der Chaussee zwischen Aschendorf und Herbrum, der späteren Bundesstraße 70, erbaut. Architekt war Josef Niehaus, ab 1834 Bauinspektor des Herzogtums Arenberg-Meppen.
Das Amtshaus Nienhaus war Sitz des Amtes Aschendorf im Herzogtum Arenberg-Meppen, das Teil der Landdrostei Osnabrück war. Nachdem das Königreich Hannover 1866 zur preußischen Provinz Hannover erklärt worden war, ging das Amt 1885 im neugegründeten Kreis Aschendorf auf, dessen Landratsamt jedoch zunächst in das Haus Altenkamp und 1899 in einen Neubau verlegt wurde.

## Beschreibung

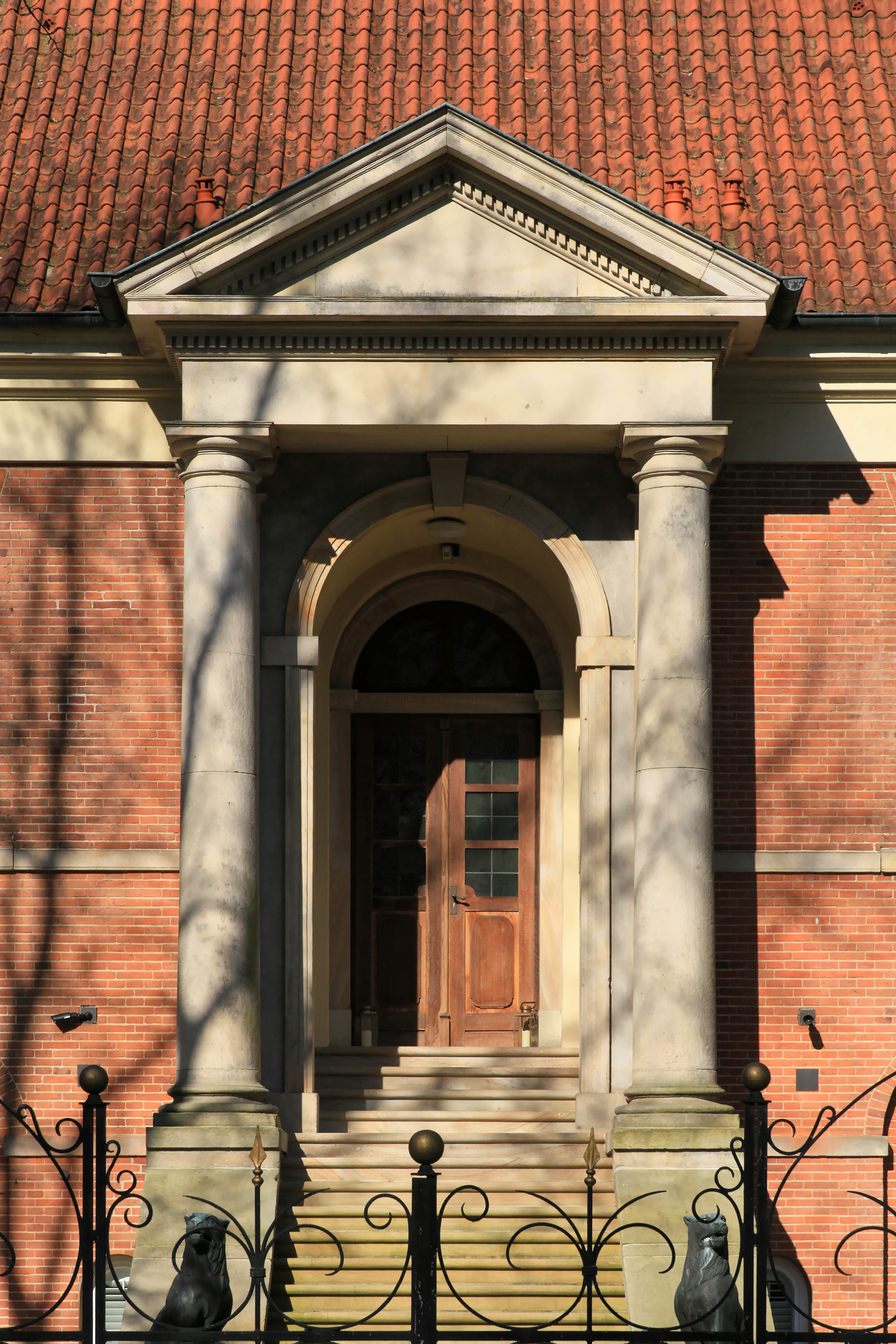
Detailansicht Säulenportal

Der zweigeschossige massive Ziegelbau im spätklassizistischen Stil ist als repräsentatives Verwaltungsgebäude geplant. Das Zentrum der Ostseite (Schauseite) bildet eine Freitreppe, die direkt zum Obergeschoss führt. Dort befindet sich ein Portal zwischen zwei dorischen Säulen, darüber ein Architrav, der sich als Fries unter dem Dachgesims fortsetzt. Den Abschluss bildet ein Dreiecksgiebel. Durch das Portal gelangte man über ein Vestibül in die Amtsstube.
Im Gegensatz zum zuvor von Josef Niehaus erbauten Ludmillenhof in Sögel sind die Fenster im Untergeschoss des Amtshauses Nienhaus rundbogig. Dieses Element findet sich auch bei Bauwerken des hannoverschen Baumeisters Georg Ludwig Friedrich Laves, mit dem Niehaus wohl in Austausch stand.
Als Baumaterial wurde fast ausschließlich Mauerziegel verwendet. Auch die Ecksteine, die den Eindruck von Sandsteinquadern machen, bestehen aus gestrichenen Ziegelsteinen. Lediglich für die Säulen des Portals, den Sockel und die Fensterbänke wurde Sandstein verwendet.